# Resolução 300 do Conselho de Segurança das Nações Unidas
Resolução 300 do Conselho de Segurança das Nações Unidas, aprovada por unanimidade em 12 de outubro de 1971, após supostas violações do espaço aéreo da Zâmbia por aviões da Força Aérea da África do Sul, o Conselho de Segurança reiterou sua posição sobre a soberania e integridade territorial e apelou à África do Sul para respeitar a Zâmbia. O Conselho declarou que, no caso de a África do Sul violar ainda mais a soberania da Zâmbia, se reunirá novamente para examinar a situação de acordo com as disposições relevantes da Carta das Nações Unidas.
A reunião ocorreu a pedido da Zâmbia, que escreveu uma carta ao Conselho de Segurança em 6 de outubro, após alegadas violações ao longo da Faixa de Caprivi. Foi apoiado por 48 estados.